# Задача Ленглі
Проблема Ленглі або додаткові кути Ленглі (англ. Langley's problem або Langley's adventitious angles) — задача елементарної геометрії, опублікована Едвардом Манном Ленглі в Mathematical Gazette у 1922 році. Відтоді вона стала популярною і широко використовувалася у збірниках задач і підручниках з математики. Математик Росс Хонсбергер описав ці задачі як «постійні улюбленці» у своїй книзі "Математичні коштовності ".

## Завдання
Точне завдання різниться в літературі; іноді воно встановлюється з використанням чотирикутника замість трикутника або змінюється інформація про кут. Однак початкова проблема Ленглі звучала так:

' — рівнобедрений трикутник, кути і якого рівні. є точкою на стороні так що і є точкою на стороні так що.
Доведіть що

Допоміжні лінії пунктирні, усі червоні лінії мають однакову довжину

Публікація Ленглі ще тоді призвела до великої кількості листів до редакції з рішеннями проблеми. Веб-сайт Cut The Knot математика Олександра Богомольного (1948—2018) описує дванадцять різних доказів вихідної проблеми. Наступне рішення, яке не потребує жодних тригонометричних допоміжних засобів, базується на презентації Генріха Хемме та сходить до Дж. В. Мерсера, який описав його в листі до редактора Mathematical Gazette у 1923 році. Він вводить дві допоміжні лінії, а потім використовує властивості рівнобедреного та рівностороннього трикутників для обчислення необхідних допоміжних кутів.
З точки {\displaystyle B} відкладаємо кут {\displaystyle 20^{\circ }} від сторони {\displaystyle BC} , промінь перетинає {\displaystyle AC} в точці {\displaystyle G} потім проводимо відрізок між точками {\displaystyle G} і {\displaystyle F} . Використовуючи формули суми кутів у трикутнику можна обчислити такі кути:
{\displaystyle \angle BGC=180^{\circ }-20^{\circ }-80^{\circ }=80^{\circ }}
{\displaystyle \angle BCF=80^{\circ }-30^{\circ }=50^{\circ }}
{\displaystyle \angle BFC=180^{\circ }-80^{\circ }-50^{\circ }=50^{\circ }}
{\displaystyle \angle GBE=80^{\circ }-20^{\circ }-20^{\circ }=40^{\circ }}
{\displaystyle \angle BGE=180^{\circ }-80^{\circ }=100^{\circ }}
{\displaystyle \angle BEC=180^{\circ }-80^{\circ }-60^{\circ }=40^{\circ }}
Оскільки кути при основі однакові, то трикутники {\displaystyle \triangle BCG}, {\displaystyle \triangle BCF} і {\displaystyle \triangle BGF} є рівнобедреними і, отже, сторони {\displaystyle BC}, {\displaystyle BG}, {\displaystyle GE} і {\displaystyle BF} однакової довжини. Сюди також входить трикутник {\displaystyle \triangle BGF} також рівнобедрений але кут {\displaystyle \angle BGF=80^{\circ }-20^{\circ }=60^{\circ }} отже він — рівносторонній . Так само і відрізки {\displaystyle GF} і {\displaystyle GE} однакової довжини і, отже, трикутник {\displaystyle \triangle GEF} також рівнобедрений. Отже, слідує:
{\displaystyle \angle FGE=100^{\circ }-60^{\circ }=40^{\circ }}
{\displaystyle \angle FEG={\frac {180^{\circ }-40^{\circ }}{2}}=70^{\circ }}
{\displaystyle \angle BEF=70^{\circ }-40^{\circ }=30^{\circ }\quad \square }